# Лорі-гуа великий
Ло́рі-гуа́ великий (Neopsittacus musschenbroekii) — вид папугоподібних птахів родини Psittaculidae. Ендемік Нової Гвінеї.

## Опис
Довжина птаха становить 21-23 см, вага 43–55 г. Верхня частина тіла темно-зелена, нижня частина тіла світліша, голова і потилиця мають коричнюватий відтінок, щоки світло-зелені. Пера на лобі, щоках і шиї мають жовті стрижні. На грудях і животі червона пляма клиноподібної форми. Нижня сторона крил червона. Хвіст оранжево-жовтий, знизу червоний. Райдужки червоні, дзьоб жовтий, широкий і міцний, лапи сірі, кігті темні. Виду не притаманний статевий диморфізм.

## Поширення і екологія
Великі лорі-гуа мешкають в горах Центрального хребта, а також в горах Арфак на півночі півострова Чендравасіх та в горахна півострові Гуон. Вони живуть у вологих гірських тропічних лісах, в парках і садах. Зустрічаються на висоті від 1560 до 2660 м над рівнем моря. Часто приєднуються до змішаних зграй птахів разом з іншими папугами, зокрема з малими лорі-гуа. Живляться нектаром, пилком, квітками, насінням, плодами і личинками.